# Artur Lundkvist
Artur Lundkvist (Oderljunga, 3 marzo 1906 – Solna, 11 dicembre 1991) è stato uno scrittore svedese.
Dalla prima giovinezza letteraria si trasferì a Stoccolma, dove ebbe modo di farsi conoscere per le sue qualità di critico letterario. Con numerosi articoli sulle riviste del settore allargò l'orizzonte culturale della capitale, in particolare riguardo alla letteratura americana.
Dal 1929 entrò a far parte del gruppo Cinque Giovani che diede alle stampe un'antologia di liriche di ispirazioni pansessualistiche. In questo gruppo si distinguevano Lundqvist e Martinson e in questi anni composero numerose liriche e antologie che risentivano della loro ardente passione letteraria.
Dalla fine degli anni '30 del secolo scorso, Lundqvist iniziò ad essere coinvolto dal surrealismo e le sue raccolte tesero ad essere più criptiche, anche se più profonde.

## Opere
- Glöd - Ardore, liriche, 1928
- Vita nuda, 1929
- Jordisk prosa, 1930
- Svart stad ,1930
- Vit man - Uomo bianco, 1932
- Negerkust, diario di viaggio, 1933
- Floderna flyter mot havet, 1934
- Nattens broar, 1936
- Sirensång - Canto di sirena, 1937
- Eldtema, poesie in prosa, 1939
- Ikarus' flykt, saggi, 1939
- Korsväg - Via Crucis, raccolta di poesie, 1942
- Poesie tra animale e Dio, 1944
- Skinn över sten - Pelle su pietre, liriche, 1947
- Fotspår i vattnet, 1949
- Indiabrand, 1950
- Vallmo från Taschkent, 1952
- Malinga, 1952
- Liv som gräs, 1953
- Darunga, eller Varginnans spår, 1954
- Den förvandlade draken, 1955
- Vindingevals, 1956
- Så lever Kuba, 1965
- Självporträtt av en drömmare med öppna ögon, 1966
- Snapphanens liv och död, 1968
- Himlens vilja, su Gengis Khan, 1970
- Krigarens dikt, su Alessandro Magno, 1976
- Färdas i drömmen och föreställningen, 1984